# Bullina deshayesii
Bullina deshayesii is een slakkensoort uit de familie van de Aplustridae. De wetenschappelijke naam van de soort is voor het eerst geldig gepubliceerd in 1894 door Pilsbry.